# NGC 5692
NGC 5692 (другие обозначения — UGC 9427, MCG 1-37-39, ZWG 47.123, ARAK 454, IRAS14357+0337, PGC 52317) — галактика в созвездии Дева.
Этот объект входит в число перечисленных в оригинальной редакции «Нового общего каталога».